# Gare des abattoirs de Vaugirard
La gare des abattoirs de Vaugirard, dite Paris-Brancion, est une gare désaffectée de la ligne de Petite Ceinture à Paris, en France.

## Caractéristiques
La gare se situe dans le sud-est du 15e arrondissement de Paris, le long du côté sud du parc Georges-Brassens, sur un embranchement.
Il ne subsiste plus, de l'infrastructure, que le quai de déchargement et la rampe est.

## Histoire
La gare est créée pour desservir les anciens abattoirs de Vaugirard, qui sont devenus, après leur fermeture et leur démolition, le parc Georges-Brassens.